# Abner Vinícius
Abner Vinícius da Silva Santos, genannt Abner Vinícius (* 27. Mai 2000 in Presidente Prudente) ist ein brasilianischer Fußballspieler, der aktuell bei Olympique Lyon in der Ligue 1 spielt.

## Karriere

### Verein
Abner begann seine fußballerische Laufbahn in den Jugendmannschaften von Grêmio Barueri und Mogi Mirim EC, bevor er 2017 zur AA Ponte Preta wechselte. Sein Profidebüt feierte er am 16. März 2019 bei einem 3:0-Sieg im Derby gegen den Guarani FC in der Staatsmeisterschaft von São Paulo. Knapp zwei Monate später erzielte er am 25. Mai 2019 (5. Spieltag) sein erstes Profitor in der Série B beim 4:2-Sieg gegen den Paraná Clube. Er spielte alle ersten neun Ligaspiele, in denen er einmal traf und schnell zum Stammspieler wurde.
Im Juli 2019 unterschrieb Abner Vinícius einen Fünfjahresvertrag bei Athletico Paranaense, wobei bei dem Wechsel eine neue Rekordsumme von Paranaense bezahlt wurde. Sein Série-A-Debüt gab er am 11. August 2019 (14. Spieltag) in der Startelf gegen Botafogo FR, als sein neues Team 2:1 verlor. In der Série A 2019 bestritt er sieben Ligaspiele und etablierte sich gegen Jahresende als Linksverteidiger im Stammteam. Sein erstes Tor in der Série A schoss er am dritten Spieltag der Série A 2020 bei einer 1:3-Niederlage gegen den FC Santos. Nur einige Wochen später debütierte er zudem auf internationalem Boden in der Copa Libertadores gegen den Club Jorge Wilstermann. Er spielte 41 Spiele in der Saison 2020 in Staatsmeisterschaft und Liga, wobei er drei Tore schoss und drei Treffer auflegte. Zudem gewann er mit dem Team die Staatsmeisterschaft von Paraná. In der Série A 2021 lief er in der Série A 24 Mal auf und feierte den Gewinn der Copa Sudamericana, in der er auf elf Partien kam. Auch 2022 war Abner Vinícius Stammspieler in der Außenverteidigung, spielte wettbewerbsübergreifend 54 Spiele in vor allem der Liga, der Copa Libertadores, wo man im Finale scheiterte, und der Staatsmeisterschaft.
Am 15. Januar 2023 wechselte Abner zu Betis Sevilla in die spanische LaLiga, um den nach England transferierten Álex Moreno zu ersetzen. Sein Debüt in Europa gab er am 21. Januar 2023 (18. Spieltag) in der Startelf gegen Espanyol Barcelona. In der Rückrunde der Saison 2022/2023 bestritt er 12 Ligaspiele in der Liga. In der Saison 2023/2024 absolvierte er 23 Ligaspiele und fünf Europa-League-Partien, wobei er jedoch nicht die ganze Spielzeit über Stammspieler war.
Im Juli 2024 wechselte Abner Vinícius für eine Ablösesumme von rund 8 Millionen Euro zu Olympique Lyon in die Ligue 1. Betis Sevilla besitzt allerdings 20 Prozent der Weiterverkaufsgebühr. Am 7. November 2024 schoss er gegen die TSG 1899 Hoffenheim sein erstes Tor auf internationaler Ebene, als er beim 2:2-Unentschieden in der Europa League traf.

### Nationalmannschaft
Abner war Teil der brasilianischen U23-Mannschaft, die bei den 2021 ausgetragenen Olympischen Sommerspielen 2020 in Tokio die Goldmedaille gewann, kam jedoch nur zu einem Kurzeinsatz. Auch außerhalb der Olympischen Spiele kam er schon für das U23-Team zum Einsatz.
Im Oktober 2024 wurde er erstmals in die brasilianische A-Nationalmannschaft berufen. Sein Debüt gab er am 10. Oktober 2024 in einem WM-Qualifikationsspiel gegen Chile, in dem er in der Startelf stand.

## Erfolge
Athletico Paranaense
- Staatsmeisterschaft von Paraná: 2020
- Copa Sudamericana: 2021

Nationalmannschaft
- Olympische Goldmedaille: 2021